# Wasilij Pawłow (ur. 1990)
Wasilij Wiktorowicz Pawłow, ros. Василий Викторович Павлов (ur. 24 lipca 1990 w Kujbyszewie) – rosyjski piłkarz, grający na pozycji napastnika.

## Kariera piłkarska

### Kariera klubowa
Wychowanek Akademii Futbolu im. Jurija Konoplowa w Togliatti. W 2007 rozpoczął karierę piłkarską w drużynie Junit Samara. W sierpniu 2008 przeszedł do Akademii Dimitrowgrad. W kwietniu 2010 zasilił skład Krylji Sowietow Samara. W styczniu 2011 podpisał kontrakt z Dacią Kiszyniów, z którego wiosną 2013 został wypożyczony do SK Brann. Na początku 2014 został piłkarzem Rubinu Kazań, jednak grał tylko w drugiej drużynie. We wrześniu 2014 przeniósł się do FK Chimki. Zimą 2015 przeszedł do FK Teteks, a w lipcu 2015 wrócił do Dacii Kiszyniów. 6 lutego 2016 został piłkarzem Torpeda Armawir. 16 lipca 2017 podpisał kontrakt z Zorkim Krasnogorsk. 10 lipca 2018 został zaproszony do FK Ventspils. 14 lutego 2019 zasilił skład Czornomorca Odessa. 11 listopada 2019 opuścił odeski klub.

## Sukcesy i odznaczenia

### Sukcesy klubowe
Dacia Kiszyniów
- mistrz Mołdawii: 2010/11
- wicemistrz Mołdawii: 2011/12, 2012/13
- mistrz Superpucharu Mołdawii: 2011